# Federico Aguado
Federico Aguado (Toledo, 26 de septiembre de 1982) es un actor español conocido por interpretar a Inocencio Bonilla en Amar en tiempos revueltos y Amar es para siempre y Sergio Rueda en Mar de plástico.

## Biografía
Diplomado en interpretación por Arte 4 ha realizado diversos cursos de interpretación con Bob McAndrew, la ESAD, Gustavo Cotta, Carlos Manzanares, Enrique Silva. 
Es conocido principalmente por su papel de Inocencio Bonilla, ayudante del detective privado Héctor Perea (Javier Collado) en la serie de La 1 de TVE, Amar en tiempos revueltos; participó en ella durante la cuarta y quinta temporada, cuando abandonó la serie para luego volver a ella en el especial La muerte a escena, encarnando al mismo personaje y regresando en la séptima y última temporada. Ha trabajado en la TV movie No estás sola, Sara también para TVE. En 2013, 
Federico entró en el reparto de la continuación de Amar en tiempos revueltos, Amar es para siempre volviendo a interpretar a Inocencio Bonilla. Además, lo hemos podido ver en el programa de humor de Antena 3, Me resbala y como invitado en el programa Especial Deportes.

## Filmografía

### Televisión

#### Series
| Año         | Título                      | Cadena         | Personaje                | Notas         |
| ----------- | --------------------------- | -------------- | ------------------------ | ------------- |
| 2008        | Hospital Central            | Telecinco      | Juan                     | 1 episodio    |
| 2009 - 2012 | Amar en tiempos revueltos   | La 1           | Inocencio Bonilla        | 468 episodios |
| 2011        | Hospital Central            | Telecinco      | Ariel                    | 1 episodio    |
| 2013        | Gran Hotel                  | Antena 3       | Captor 1                 | 1 episodio    |
| 2013 - 2015 | Amar es para siempre        | Antena 3       | Inocencio Bonilla        | 531 episodios |
| 2015 - 2016 | Mar de plástico             | Antena 3       | Sergio Rueda             | 25 episodios  |
| 2016        | El Caso. Crónica de sucesos | La 1           | Federico Santos          | 1 episodio    |
| 2017        | El Ministerio del Tiempo    | La 1           | Felipe III de España     | 2 episodios   |
| 2017        | Tiempos de guerra           | Antena 3       | Roberto Molina           | 6 episodios   |
| 2019        | Servir y proteger           | La 1           | Adrián Bolaños "El Boli" | 17 episodios  |
| 2019        | La peste                    | Movistar Plus+ | Montecorvo               | 6 episodios   |
| 2020        | Inés del alma mía           | Movistar Plus+ | Hernando Pizarro         | 2 episodios   |
| 2023; 2025  | Valeria                     | Netflix        | Bruno Aguilar            | 13 episodios  |
| 2025        | La Favorita 1922            | Telecinco      | Adolfo de Valmonte       | 1 episodio    |
| 2025        | Perdiendo el juicio         | Antena 3       | Arturo                   | 7 episodios   |
| 2025        | Weiss & Morales             | La 1           | Óscar Bono               | 1 episodio    |

#### TV Movies
| Año  | Título                                        | Cadena | Personaje         |
| ---- | --------------------------------------------- | ------ | ----------------- |
| 2009 | No estás sola, Sara                           | La 1   | Mecánico 1        |
| 2011 | Amar en tiempos revueltos: La muerte a escena | La 1   | Inocencio Bonilla |

#### Programas
| Año  | Título     | Cadena   | Notas    |
| ---- | ---------- | -------- | -------- |
| 2015 | Me resbala | Antena 3 | Invitado |

### Cortometrajes
- Pepinillos en vinagre, reparto. Dir. Rubén Villoslada y Pablo Rinaudo (2007)
- Vírgenes, como Ángel. Dir. Asier Aizpuru (2014)
- Cuando yo me muera, reparto. Dir. Pablo Martínez Pardo (2015)

### Teatro
- Abre el ojo. Dir. Juanma Navas
- Los desterrados de la calle Montera. Dir. Mario Bolaños
- Vivir como cerdos, de John Arden. Dir. Rebeca Vecino y Federico Aguado (2004)
- La comedia de los errores, de William Shakespeare. Dir. Jesús Salgado (2005)
- Subprime, de Fernando Ramírez Baeza. Dir. Ricardo Campelo (2012-2013)
- El hijoputa del sombrero, de Stephen Adly Guirguis. Dir. Juan José Afonso (2014)
- La puta enamorada, como Diego Velázquez; de Chema Cardeña. Dir. Jesús Castejón (2014-2015)
- La judía de Toledo, como el Rey Alfonso Dir. Laila Ripoll. Teatro de la Comedia Madrid (2017)